# Malko
Malko - Малько (rus) - és un khútor del krai de Krasnodar, a Rússia. Es troba als vessants septentrionals del Caucas occidental, a 3 km al nord d'Apxeronsk i a 84 km al sud-est de Krasnodar.
Pertany a l'stanitsa de Kubànskaia.